# Weißkopfmimose

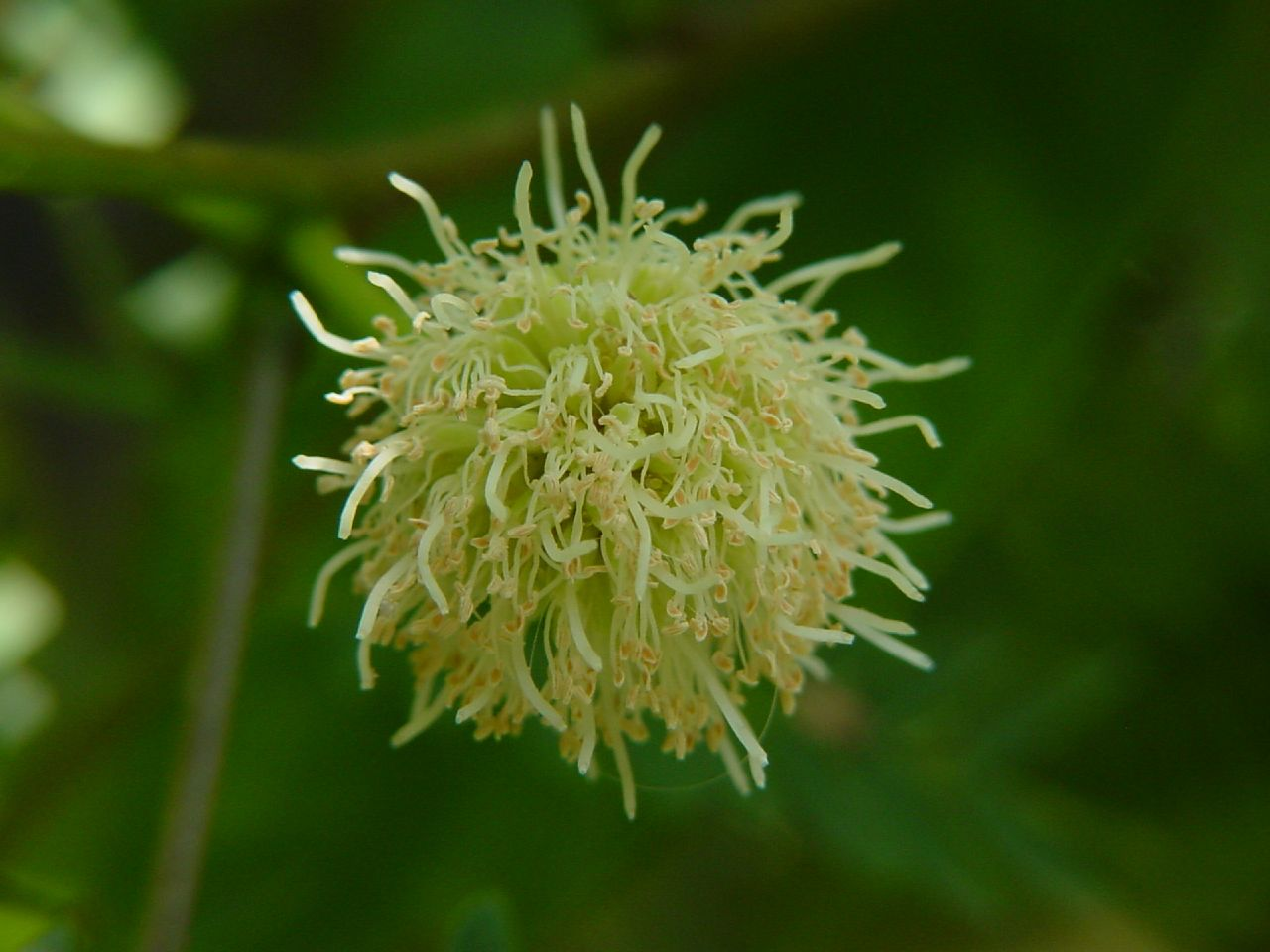
Blütenstand

Die Weißkopfmimose (Leucaena leucocephala) ist eine Pflanzenart aus der Gattung Leucaena in der Unterfamilie der Mimosengewächse (Mimosoideae) innerhalb der Familie der Hülsenfrüchtler (Fabaceae).

## Beschreibung

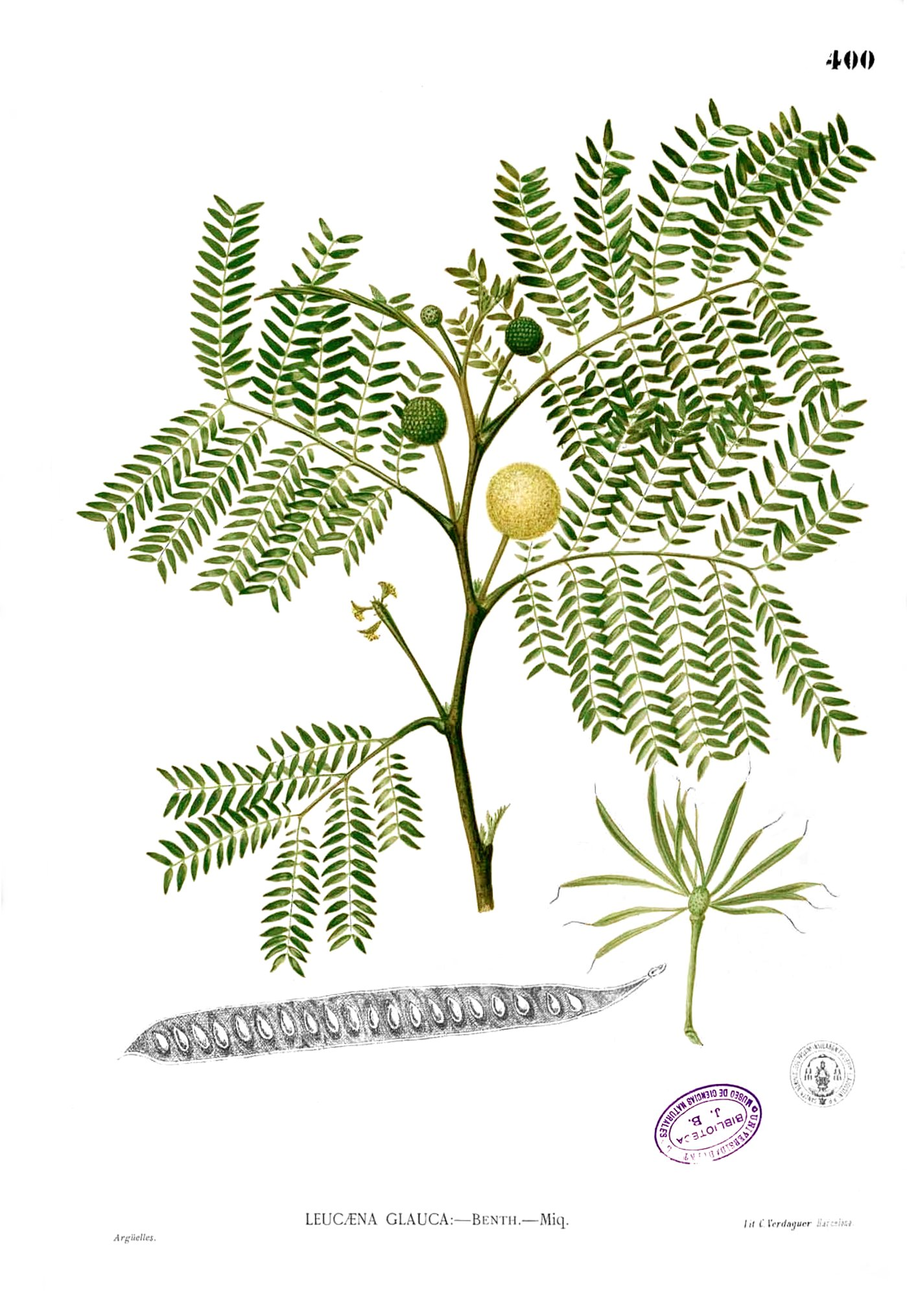
Illustration

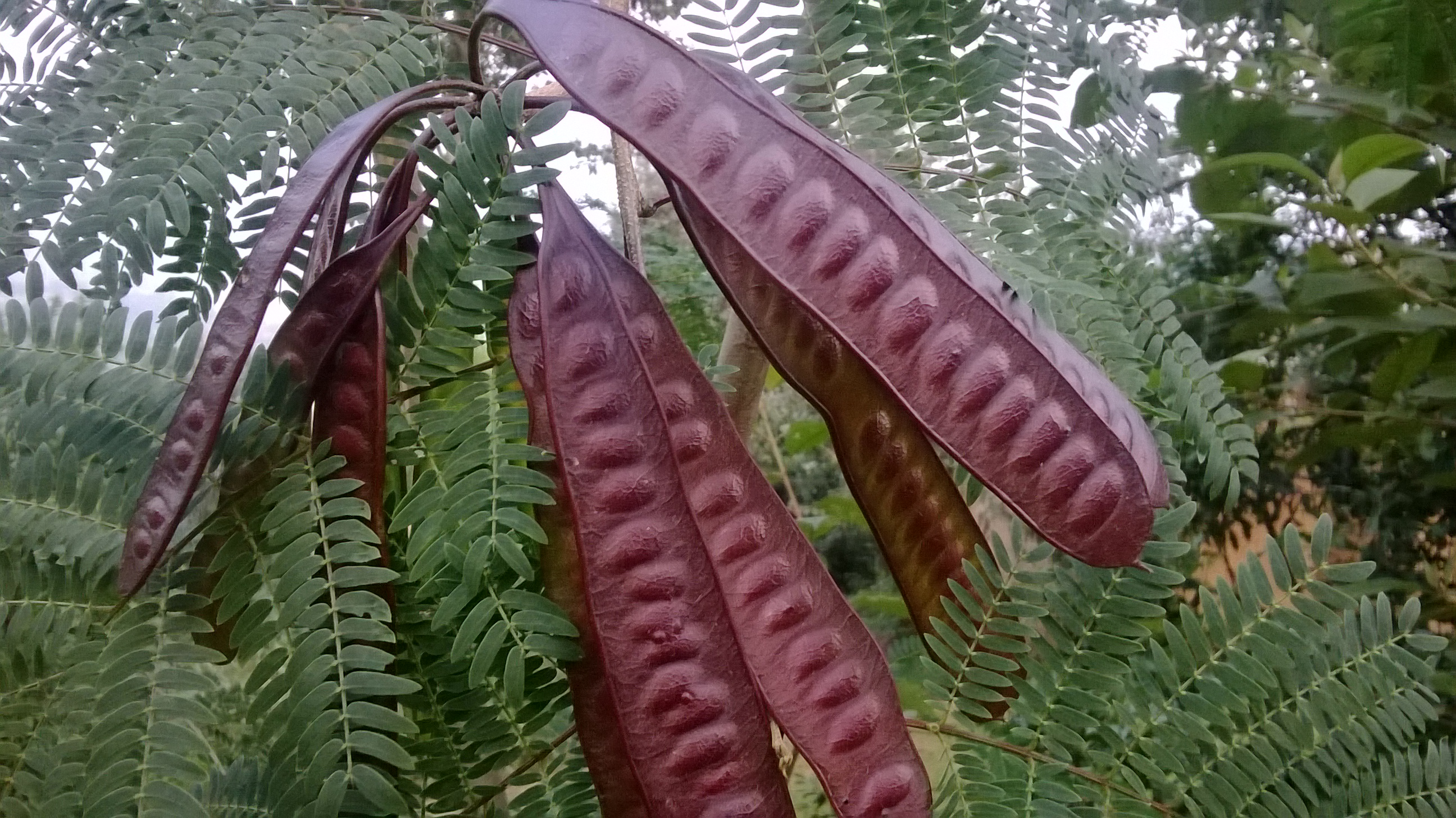
Hülsenfrüchte

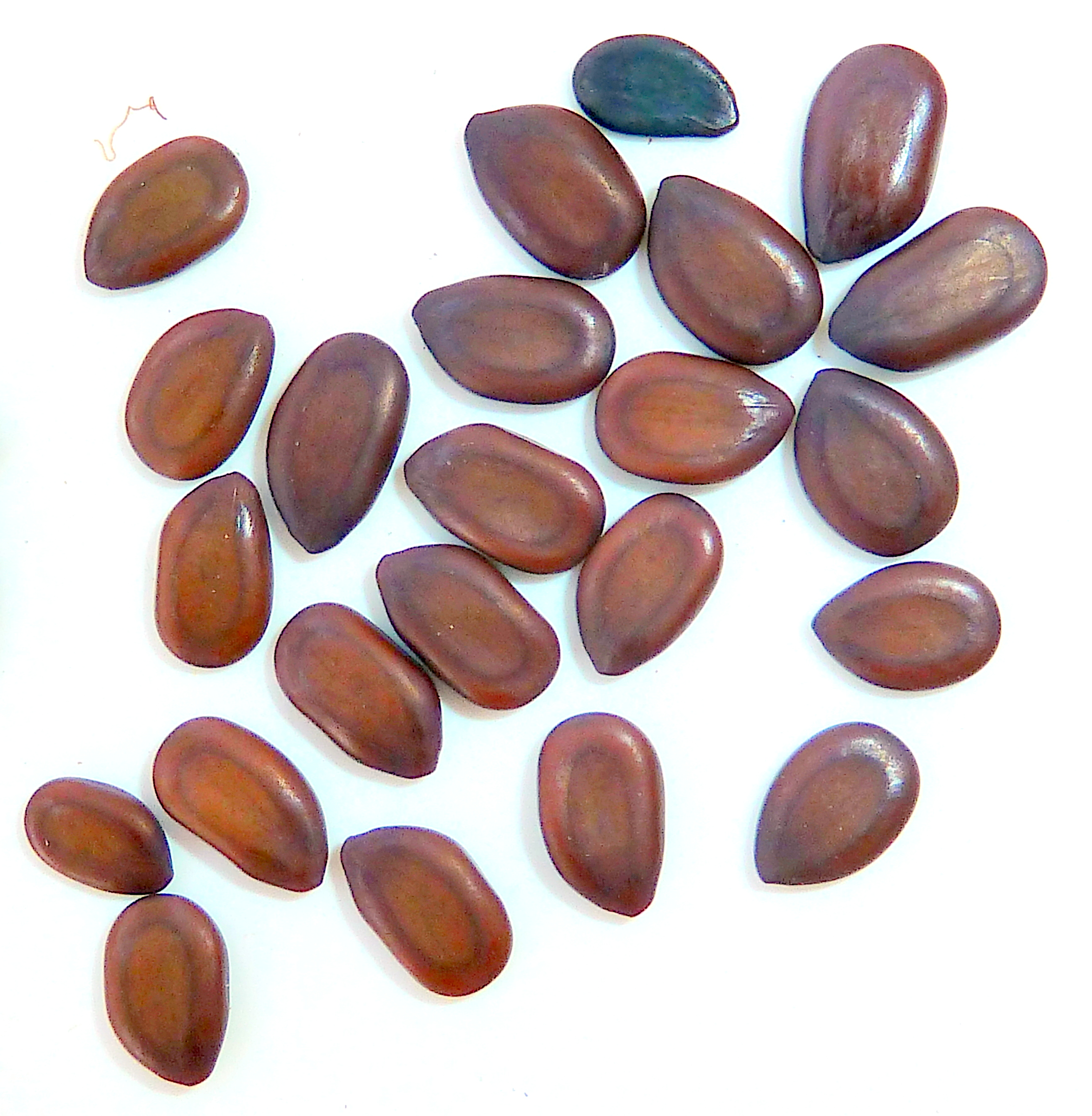
Samen

### Vegetative Merkmale
Leucaena leucocephala wächst als halbimmergrüner Strauch oder Baum und erreicht Wuchshöhen von 5 bis 18 Metern. Die Art bildet eine tiefe Pfahlwurzel aus. Die Pflanze führt ein Gummi. Die relativ glatte Borke ist gräulich, mit manchmal wärzlichen Lentizellen, im Alter ist sie auch dicker und rau bis furchig. Auch Wurzelanläufe und Riffelungen unten am Stamm kommen vor.
Die paarig und doppelt gefiederten, gestielten Laubblätter bestehen aus 4 bis 9 Paaren Fiedern 1. Ordnung mit etwa 6 bis 22 Paaren Fiederblättchen, die 8 bis 20 Millimeter lang sind. Der Blattstiel ist etwa 2–5 Zentimeter lang und die Blätter 10–25 Zentimeter. Die Rhachis und die Seitenachsen sind leicht haarig. Die fast sitzenden Blättchen sind eiförmig, -lanzettlich bis länglich, ganzrandig und spitz bis knapp bespitzt, die Spreite ist oft ungleich. Die kleinen Nebenblätter sind abfallend. Am Blattstiel können jeweils einzelne Drüsen vorhanden sein.

### Generative Merkmale
Es werden kleine, gestielte und kugelige, etwa 2–3 Zentimeter große, scheinblütige Blütenstände mit vielen kleinen, grünlich-weißen und fünfzähligen, zwittrigen Blüten mit doppelter Blütenhülle gebildet. Die Blütenstände erscheinen einzeln oder zu zweit bis sechst in den Blattachseln. Unter den Blütenständen sind einige Hüllblätter ausgebildet und bei den einzelnen Blüten ist ein kleines, abfallendes Deckblatt vorhanden. Es sind 10 lange Staubblätter vorhanden. Der längliche, oberständige Fruchtknoten ist kurz gestielt, der dicklichen, lange Griffel trägt eine kleine, kopfige Narbe.
Die Früchte erscheinen zu mehreren bis vielen an den Blütenständen. Die 10 bis 22 Zentimeter lange, schmale, braune, ledrige und flache, kurz bespitzte, sowie fast kahle Hülsenfrucht sieht wie eine dünne Tamarindenfrucht aus und enthält 10 bis 30 Samen. Die flachen, eiförmigen bis elliptischen Samen sind dunkelbraun und glatt, sowie etwa 0,6–1,1 Zentimeter lang.
Die Chromosomenzahl beträgt 2n = 56 oder 104.

## Vorkommen
Das ursprüngliche Verbreitungsgebiet von Leucaena leucocephala reicht von Mexiko bis Zentralamerika.
Die Weißkopfmimose wurde in Südostasien eingeführt, da sie zur schnellen Wiederaufforstung geeignet ist und die Blätter als Viehfutter geeignet sind. Doch außerhalb ihres natürlichen Verbreitungsgebietes hat sich Leucaena leucocephala als invasive Pflanze herausgestellt, die Dickichte bildet und einheimische Arten verdrängt. Die Art zählt zu den 100 gefährlichsten Neobiota weltweit.

## Verwendung
Die jungen Blätter, Hülsen und Blütenknospen werden gegessen. Auch die Samen werden roh oder gekocht konsumiert, sie werden geröstet und gemahlen auch als Kaffeeersatz verwendet. Getrocknete Samen können auch zu Tempeh oder Dageh fermentiert werden. Der Pflanzengummi wird in Saucen verwendet.

## Systematik
Die Erstveröffentlichung erfolgte 1783 unter dem Namen (Basionym) Mimosa leucocephala durch Jean-Baptiste de Lamarck in Encyclopédie Méthodique, Botanique, 1, 1, S. 12. Die Neukombination zu Leucaena leucocephala (Lam.) de Wit wurde 1961 durch Hendrik Cornelis Dirk de Wit in Taxon, Volume 10, Issue 2, S. 54 veröffentlicht. Weitere Synonyme für Leucaena leucocephala (Lam.) de Wit sind beispielsweise: Leucaena glauca Benth., Mimosa glauca L., Acacia frondosa Willd., Acacia glauca (L.) Willd., Acacia leucocephala (Lam.) Link.
Es gibt etwa drei Unterarten:
- Leucaena leucocephala subsp. glabrata (Rose) Zárate
- Leucaena leucocephala subsp. ixtahuacana C.E.Hughes: Sie kommt vom mexikanischen Bundesstaat Chiapas bis Guatemala vor.[5]
- Leucaena leucocephala (Lam.) de Wit subsp. leucocephala: Sie kommt von Mexiko bis Belize vor.[5]